# Joel Felix
Joel Rasmus Felix (* 13. Januar 1998 auf Sint Maarten) ist ein dänischer Fußballspieler.
Der Verteidiger spielte in seiner Jugend unter anderem für den FC Kopenhagen und spielte dann nach dem altersbedingten Ausscheiden aus dessen Nachwuchs zwei Jahre in der zweiten Mannschaft des FC Twente in den Niederlanden. Nach der Rückkehr nach Dänemark stand Felix fünf Jahre bei Næstved BK und bei Silkeborg IF unter Vertrag. Seit 2024 spielt er in Deutschland für Arminia Bielefeld. Joel Felix war in seiner Laufbahn zudem dänischer Nachwuchsnationalspieler.

## Verein

### Kindheit in und um Kopenhagen
Joel Felix’ Vater stammt aus St. Lucia, zog allerdings bald auf die niederländische Karibikinsel Sint Maarten. Als die dänische Mutter von Felix ihre Freundin, die dort lebte, besuchte, lernte sie seinen Vater kennen und ließ sich schließlich auf der Insel nieder. Joel Felix kam schließlich in Sint Maarten zur Welt, zog aber früh mit seinen Eltern nach Dänemark. Nach seiner Ankunft in Skandinavien lebte er zunächst in Smørum in der Metropolregion Kopenhagen bei seinem Großvater mütterlicherseits, zog aber später mit seinen Eltern in den Kopenhagener Stadtteil Vanløse, was er als seine Heimat betrachtet. Dort lebte Felix mit Kindern aus den unterschiedlichsten Ländern, was laut seiner Meinung dazu geführt hat, dass er „sehr offen für andere Menschen und ihre Unterschiede“ ist. Fußball spielte er für Vanløse IF, wechselte aber bald zu Kjøbenhavns Boldklub aus Frederiksberg, eine eigenständige Gemeinde, die komplett vom Kopenhagener Stadtgebiet umschlossen ist. Joel Felix sagte über seine Zeit bei „KB“, dass es „eine Kultur [gab]“, wo er „darauf vorbereitet wurde, ein Profifußballer zu sein“. Er fügte noch hinzu: „Es herrschte ein harter Wettbewerb und vor allem ein hartes Umfeld in der Eliteklasse ab der U13. Ich habe als kleines Kind in der dritten Mannschaft angefangen, und schon damals war ich sehr ehrgeizig und ehrgeizig - ich habe nicht viel mit anderen darüber gesprochen, aber in mir brannte das Feuer, es in die zweite Mannschaft und dann in die erste Mannschaft zu schaffen. Ich wollte der Beste sein. Als ich jung war, war es der größte Traum meines Vaters, Profifußballer zu werden, aber in der Karibik war das nicht einfach, und ich wollte ihn stolz machen. Er hat mich nie gedrängt, aber ich wollte ihn wirklich stolz machen. Seine Einstellung war ‚Du kannst es immer noch ein bisschen besser machen‘, und das hat auch dazu beigetragen, dass ich mir selbst viel Druck gemacht habe und wahrscheinlich nie ganz zufrieden war.“

### Jugendjahre bei B.93 und beim FCK
Als er 13 Jahre alt war, wurde er mit mehreren Kindern aus dem Kopenhagener Großraum für einen Auswahlwettbewerb eingeladen und dort getestet, um möglicherweise in die Fußballschule des FC Kopenhagen aufgenommen zu werden. Der „FCK“ ist zusammen mit Brøndby IF eine der größten Klubs in Dänemark und entstand im Jahr 1992 aus einer Fusion der ersten Mannschaften von Kjøbenhavns Boldklub sowie B 1903 Kopenhagen. Als „einer der wenigen“ schaffte Felix schließlich den Sprung zum dänischen Topklub und in der Folge wechselte er auch von seiner Grundschule in Vanløse auf eine in Frederiksberg ansässige Privatschule. Beim FC Kopenhagen spielte er für die U13 und für die U15, doch bevor er in die U17-Mannschaft aufrücken sollte, wurde er ihm mitgeteilt, „dass sie ihn nicht spielen lassen würden.“ Er war „völlig schockiert“, woraufhin er in der U17 zu B.93 Kopenhagen wechselte. Die Wut, die Joel Felix empfand, nutzte er dazu, um „richtig gut zu sein“ und nur sechs Wochen nach dem Wechsel erhielt er einen Anruf des Talentmanagers des FC Kopenhagen. Allerdings sagte er aufgrund seiner Wut dem FCK ab. Ein Jahr später wurde der Verein erneut bei ihm vorstellig und auch der FC Nordsjælland bekundete sein Interesse an ihm, doch nach Gesprächen mit Jacob Neestrup, der seinerzeit Trainer der U17-Mannschaft des FC Kopenhagen war, entschloss er sich zu einer Rückkehr zu besagtem dänischen Spitzenclub, womit seine „fantastische Zeit“ bei B.93 Kopenhagen beendet war. Sowohl in der U17 als auch in der U19-Mannschaft war Felix Stammspieler und seine Mannschaftskollegen waren spätere dänische A-Nationalspieler wie Jonas Wind oder Morten Hjulmand. Zudem kam er für die dänische U19-Nationalmannschaft zum Einsatz und auch war er des Öfteren Gast beim Training der Profimannschaft. Da Ståle Solbakken, der seinerzeit Cheftrainer der Kopenhagener Profis war, die Auffassung vertrat, dass Mannschaft auf der Position des Innenverteidigers „gut besetzt“ sei, war die Zeit von Joel Felix beim FCK nach der A-Jugend beendet.

### Erste Auslandserfahrungen in den Niederlanden
So kam schließlich der Wechsel in die Niederlande, wo er einen Zweijahresvertrag beim FC Twente aus Enschede erhielt. Laut seinen Aussagen war seine Zeit bei diesem Verein „das reinste Chaos“, da sowohl der Cheftrainer als auch der Sportdirektor, die für die Verpflichtung Felix’ verantwortlich waren, bald ihren Hut nehmen mussten. Obwohl er regelmäßig bei der Profimannschaft trainieren durfte, hatte er nie ein Spiel für sie absolviert. Die Zeit in der Stadt an der deutschen Grenze bezeichnete er als „zwei harte Jahre“, aber er habe laut eigenen Aussagen auch „viele gute Erfahrungen“ gemacht. Joel Felix, der nur für die Reservemannschaft zum Einsatz kam, wurde laut eigener Meinung „dadurch ein besserer Spieler“. Während seiner Zeit beim FC Twente stieg die Profimannschaft im Jahr 2018 aus der Eredivisie ab, kehrte aber ein Jahr später wieder ins Oberhaus zurück.

### Zweitligaabstieg in Næstved
In der Sommerpause 2019 kehrte er schließlich nach Dänemark zurück und schloss sich für ursprünglich drei Jahre dem Zweitligisten Næstved BK an. Die 1:3-Niederlage bei Skive IK in der Liga am 28. Juli 2019 war nicht nur mit seinem Debüt für seinen neuen Verein, sondern auch mit seinem Einstand als Profi gleichbedeutend. Er war über weite Strecken der Saison Stammspieler und fehlte lediglich in drei Spielen. Joel Felix war hierbei in Næstved, für dessen Verein es „nie wirklich gut lief“ und „mit einem Knall“ in die dritte Liga abgestiegen war, ein „seltener Lichtblick.“

### Silkeborg IF: Aus der zweiten Liga nach Europa
Im August 2020 verließ er die Stadt auf der Insel Seeland wieder und ging auf die jütische Halbinsel zu Silkeborg IF, die ihm einen Vierjahresvertrag gaben. Felix kam in seinem ersten Jahr in Silkeborg, einer Stadt mit rund 50.000 Einwohnern, die 40 Kilometer von Aarhus entfernt ist, nicht in jedem Spiel zum Einsatz, gleichwohl hatte er bei jedem seiner Partien durchgespielt. Der Verein stieg schließlich in die Superligaen auf. Angekommen im Oberhaus, qualifizierten sie sich prompt für die Meisterrunde. Erst in dieser wurde Joel Felix als Innenverteidiger Stammspieler und qualifizierte sich mit seinem Verein für die Europa League.
Silkeborg IF startete in den Play-offs, in der HJK aus der finnischen Hauptstadt Helsinki Endstation bedeutete. Dennoch ging für Felix und Silkeborg die Europareise weiter, denn sie spielten in der Gruppenphase der Conference League und trafen dort auf den RSC Anderlecht, West Ham United (dem Vorjahreshalbfinalisten in der „Euroleague“) sowie dem FCSB aus Rumänien. Gegen die Osteuropäer gewannen sie beide Spiele, doch aufgrund der Niederlagen gegen den Brüsseler Vorortverein und gegen die „Hammers“ war das Abenteuer Europapokal nach den Gruppenspielen beendet. Die Partien im europäischen Wettbewerb beschrieb Joel Felix als „das Größte, was ich je gemacht habe“. In der Liga war er mittlerweile Stammspieler geworden und mit seinem Verein musste er anders als in der vorangegangenen Saison in die Abstiegsrunde, in der er jedoch nicht zum Einsatz gekommen war. In seinem vierten Jahr in Silkeborg qualifizierte er sich mit seinem Verein erneut für die Meisterrunde und in dieser Spielzeit war Felix auch erst während der Runde der letzten sechs Mannschaften Stammspieler gewesen. Dort wurde er mit Silkeborg IF Tabellenletzter. Für den europäischen Wettbewerb qualifizierte er sich mit seinem Verein durch den Gewinn des dänischen Pokalwettbewerbs, als im Finale Aarhus GF mit 1:0 geschlagen wurde. Angebote zur Verlängerung seines zum 30. Juni 2024 auslaufenden Vertrages lehnte Joel Felix ab und da keine Verlängerung zustande kam, war seine Zeit in Silkeborg im Sommer besagten Jahres beendet.

### Zweite Auslandsstation in Deutschland
Er ging schließlich in der Sommerpause 2024 ein zweites Mal ins Ausland und schloss sich in Deutschland dem Drittligisten Arminia Bielefeld an. Felix war zunächst eine feste Größe in der Innenverteidigung, ehe er sich eine Oberschenkelverletzung zuzog. Nach seiner Genesung war er weiterhin Stammspieler, ehe er dann bis zum Saisonende überwiegend als Einwechselspieler zum Einsatz kam. Joel Felix, der am 29. September 2024 gegen den SC Verl mit dem 2:1-Siegtreffer sein erstes Tor erzielte, stieg zum Ende der Saison mit Arminia Bielefeld in die 2. Bundesliga auf. Zudem erreichte er mit seiner Mannschaft das Finale im DFB-Pokal, nachdem man den Zweitligisten Hannover 96 sowie die Bundesligisten 1. FC Union Berlin, SC Freiburg, Werder Bremen sowie Bayer 04 Leverkusen (Titelverteidiger) rauswarf. Im Endspiel im Berliner Olympiastadion verlor Arminia Bielefeld mit 2:4 gegen den VfB Stuttgart, in diesem Spiel wurde Felix in der 59. Minute für Noah Sarenren Bazee eingewechselt.
Am ersten Spieltag der Saison 2025/26 gab Felix sein Zweitligadebüt gegen Fortuna Düsseldorf, bei welchem er ein Tor zum 5:1-Heimsieg beisteuerte.

## Nationalmannschaft
Parallel zu seiner Laufbahn im Verein war Joel Felix auch Nachwuchsnationalspieler Dänemarks und vertrat die Skandinavier in sieben Spielen der Altersklassen U-18 sowie U-19.
Er ist aktuell noch für die Nationalmannschaft von St. Lucia spielberechtigt. Felix bekundete im Mai 2024 sein Interesse an Einsätzen im Trikot der Auswahl dieses Landes.

## Erfolge
- Dänischer Pokalsieger: 2024